# شون كلارك
شون كلارك (بالإنجليزية: Shaun “Apollo” Clark)‏ هو معلق رياضي بريطاني، ولد في 14 أكتوبر 1989.